# Maria Ilnicka
Maria Ilnicka, prozvana Majkowska (1825. – Varšava, 26. kolovoza 1897.) bila je poljska književnica, prevoditeljica, novinarka i romanopiskinja, jedna od značajnijih predstavnica pozitivizma u poljskom društvu 19. stoljeća. Bila je članica Poljske nacionalne vlade i sudionica Siječanjskog ustanka protiv Ruskog Carstva.
Unatoč gušenju ustanka i političkih progona, kao novinarka se nastavila boriti za poljsku neovisnost, zbog čega je bila uhićena. Bila je promicateljica feminističkih ideja te pisala za ženski časopis Bluszcz. Slagala se s izjednačavanjem političkih prava i prava glasa, ali se kao konzervativka nije slagala s idejama tzv. ženske nadmoći i odbacivanja majčinstva, već je obitelj smatrala temeljem svake društvene zajednice. Bila je praktična katolkinja i štovateljica Majke Božje.
Tijekom svoga književnoga stvaralaštva uglavnom je pisala pastorale, idilične komedije, poeme i romane. Prevodila je Goethea i Waltera Scotta na poljski jezik. Veći dio života provela je u Varšavi, gdje je prevodila djela poljskih autora na njemački jezik. Njezina književna djela poslužila su kao nadahnuće poljskom skladatelju Stanisławu Moniuszkou.